# Sensible World of Soccer 95/96
Sensible World of Soccer 95/96 est un jeu vidéo de football sorti en 1995 sur Amiga et DOS, il s'agit de la version la plus aboutie du fameux titre Sensible Soccer. Le jeu a été développé par Sensible Software puis édité par Renegade Software.
Le jeu fait partie de la série Sensible Soccer.

## Système de jeu
Un seul bouton est suffisant pour tout faire : contrôler, tacler, passer, tirer.
À l'époque où Sensible Soccer fut sorti, pas d'ennui de licence pour les noms des joueurs. Le jeu comptait une base de données de plus de 20 000 footballeurs réels.
Le système des transferts fut également introduit à cette mouture, sans oublier le mode carrière (limitée à 20 saisons).

## Émulation
Aujourd'hui, le jeu continue de vivre grâce à une communauté de passionnés qui continue d'éditer le titre Amiga sous l’émulateur Win UAE, la base de données joueurs est ainsi mise à jour et le « moteur de jeu » reste celui de la version Commodore.